# Wysoczyzna Siekierczyńska
Wysoczyzna Siekierczyńska (332.262) – mikroregion w południowo-zachodniej Polsce, w Sudetach Zachodnich, w południowo-zachodniej części województwa dolnośląskiego. Według podziału fizycznogeograficznego Jerzego Kondrackiego mikroregion leżący w południowo-wschodniej części mezoregionu Pogórza Izerskiego.

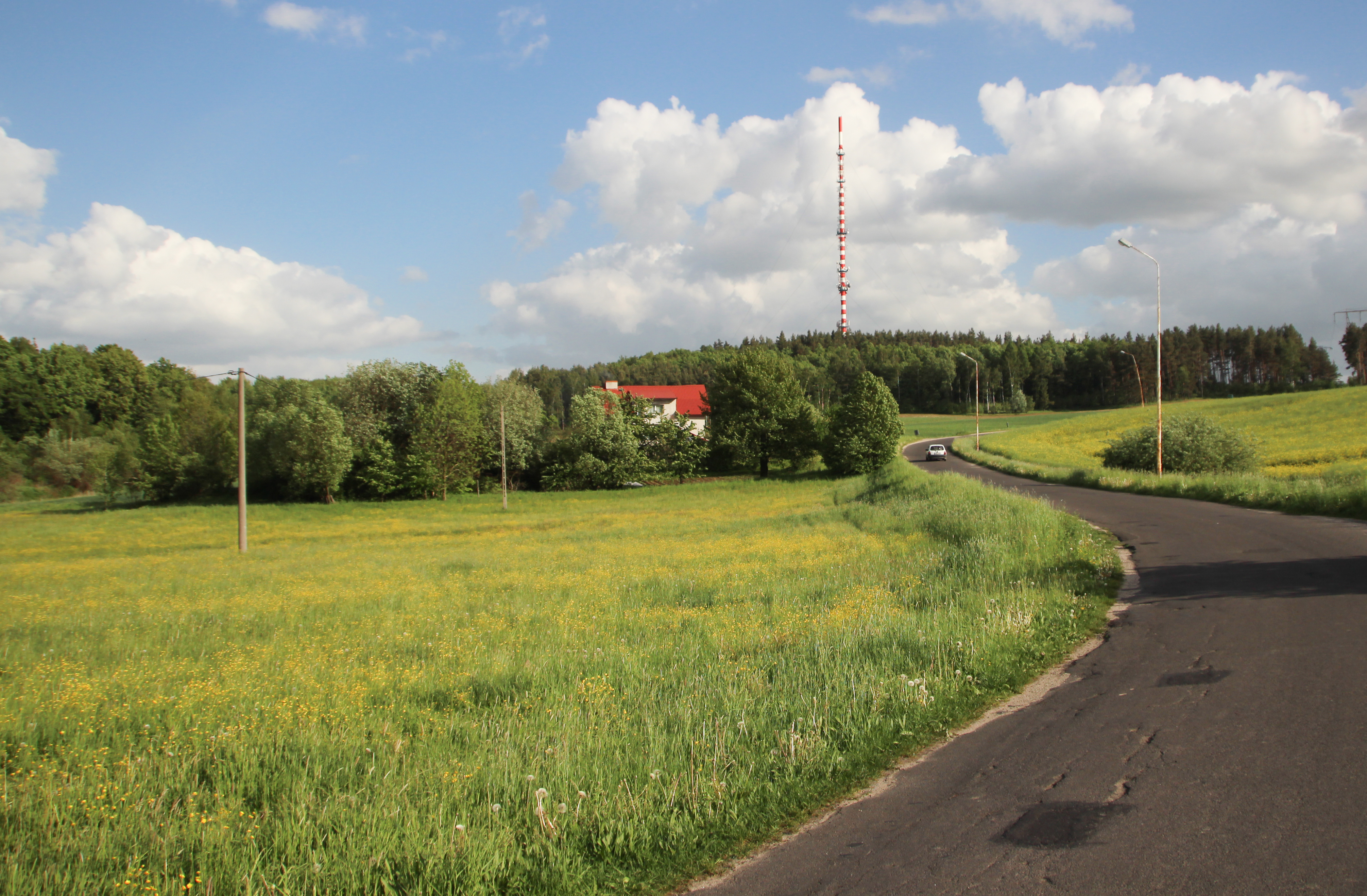
Krajobraz Wysoczyzny w okolicy miejscowości Wyręba

## Fizjografia
Wysoczyzna Siekierczyńska, obszar o falistej powierzchni, której średnie wysokości wynoszą od 250 do 300 m n.p.m., położona w dorzeczu Kwisy i Nysy Łużyckiej w północno-zachodniej części Pogórza Izerskiegoj. Teren wysoczyzny ma charakter krainy przejściowej od pasm górskich Sudetów do Niziny Śląsko-Łużyckiej]. Wysoczyzna podzielone jest dolinami potoków. Od północy graniczy z Borami Dolnośląskimi, od wschodu z Wzniesieniami Gradowskimi, od zachodu z Równiną Zgorzelecką i Obniżeniem Zawidowskim, a od południa wysoczyznę zamykają Wzgórza Zalipiańskie. Wysoczyznę tworzy ciąg łagodnych falistych powierzchni o spadkach do 5%, z lokalnymi pagórkami o kopulastych kształtach i różnorodnej morfologii. Obszar Wysoczyzny jest atrakcyjny krajobrazowo, urozmaicony dolinami potoków, a jego walory estetyczne podnoszą śródpolne kępy drzew i zarośli, resztki bagien i torfowisk oraz zbiorniki wodne wodne.

## Krajobraz
Krajobraz wyżynny i wysoczyzn, przeważają rozległe lekko sfalowane powierzchnie o spadkach do 5% rozcięte przez potoki i systemy ich bocznych dolinek. Obfituje w śródpolne kępy drzew i zarośli, resztki bagien i torfowisk oraz oczka wodne pochodzenia naturalnego, bądź powstałe w wyniku szkód górniczych. Szczyty pagórów kopulaste w większości niezalesione z wyraźnym podkreśleniem zboczy. Większość obszaru zajmują pola uprawne z małym udziałem łąk i pastwisk. Krajobraz częściowo przeobrażony pierwotny wyżynny charakter krajobrazu w większości został zachowany. Średnio zaludniony.

## Rzeźba
Cały obszar jest wyżynny poprzecinany malowniczymi wciosowymi dolinkami potoków z wyraźnie zaznaczonymi wzniesieniami o niezalesionych szczytach. Rzeźbę terenu urozmaicają lokalnie pagórki (na ogół bazaltowe) o kopulastych kształtach.

## Budowa geologiczna
Wysoczyzna Siekierczyńska jest tektoniczną wyniosłością na wypiętrzonym fragmencie Masywu Czeskiego. Należy do jednej wielkiej struktury geologicznej Sudetów zwanej niecką północnosudecką' obejmująca przeważający obszar pogórzy, została uformowana w schyłkowej fazie waryscyjskich ruchów górotwórczych w karbonie i aż do okresu górnej kredy wypełniała się osadami morskimi i lądowymi oraz utworami wulkanicznymi. Zajmuje północno-zachodni fragment niecki śródsudeckiej. Tereny Wysoczyzny Siekierczyńskiej posiadają budowę geologiczną składającą się z utworów zaliczanych do czwartorzędu, trzeciorzędu i ordowiku. W jej podłożu występują zlepieńce permskie i gnejsy, przykryte gliną zwałową i piaskami. Wysoczyzna Siekierczyńska kryje w swym wnętrzu różnorodne bogactwa mineralne: należą do nich głównie bazalt, węgiel brunatny, gliny, piaski i żwiry.

## Roślinność i zwierzęta
Wielowiekowa działalność człowieka spowodowała istotne i trwałe zmiany w przestrzennym i strukturalnym obszarze szaty roślinnej. W strefie Wysoczyzny Siekierczyńskiej dominujące pierwotnie lasy mieszane z udziałem dębów, grabów, klonów i buków, a także bory sosnowo-świerkowe zostały praktycznie wytrzebione ustępując miejsca uprawom rolnym. W nielicznych fragmentach borów mieszanych występują sosny, świerki, dęby, brzozy, osiki, rzadko lipy drobnolistne, buki, graby, jawory. Lasy i grunty leśne na terenie wysoczyzny zajmują ok. 17% ogółu powierzchni i zawierają wiele walorów przyrodniczych. Podobnie jak świat roślinny na skutek ingerencji człowieka uległ daleko idącym przeobrażeniom świat zwierzęcy lasów Wysoczyzny. Na terenie występuje 107 gatunków ptaków, w tym 98 gatunków lęgowych i 9 przelotnych, 97 gatunków objętych jest ochroną gatunkową, 8 ochroną częściową jako ptaki łowne, natomiast 2 podlegają ochronie czasowej w okresie lęgowym. Na terenie żyje łącznie 24 gatunki ssaków, w tym 9 chronionych i 9 łownych. Największym zwierzęciem lasów jest jeleń, sporo jest dzików, saren i lisów. Występują pospolite, tchórze, kuny, wiewiórki, zające i jeże. Wśród gadów występują na terenie wysoczyzny : jaszczurka zwinka i żyworodna, padalec zwyczajny i zaskroniec zwyczajny. Wśród ryb stwierdzono dwa gatunki chronione, tj. śliz i strzeblę potokową.

## Hydrografia
Wysoczyzna Siekierczyńska położona jest na obszarze wododziału dwóch rzek: Nysy Łużyckiej i Kwisy. Głównym ciekiem przepływającym przez Wysoczyznę jest potok Siekierka oraz niewielkie płytkie cieki wodne, do których spływa woda z gruntów rolnych. W obrębie obszaru wysoczyzny występują naturalne zbiorniki wodne są to stawy hodowlane największe ich kompleksy zlokalizowane są w Siekierczynie wzdłuż Siekierki. Drugie ich duże zgrupowanie znajduje się w Zarębie. Ponadto występują oczka wodne usytuowane wśród pól i zadrzewień. Na obszarze występują zapadliska pokopalniane, które po wypełnieniu wodą tworzą niewielkie zbiorniki. Największy z nich to małe jezioro nazwane „Formozą” będące użytkiem ekologicznym. Ponadto sieć rzeczną tworzą potoki: Siekierka, Lubawka, Lipa, Czerwona Woda i Płonka.

## Gleby
Zróżnicowanie rzeźby terenu, układu stosunków wodnych oraz budowy geologicznej wpłynęło decydująco na kierunek procesów glebotwórczych, w wyniku których wytworzyły się gleby o różnym obliczu typologicznym: gleby pseudobielicowe, gleby brunatne, mady, czarne ziemie oraz gleby murszowo mineralne.

## Klimat
Klimat Wysoczyzny Siekierczyńskiej podobnie jak całej południowo-zachodniej Polski kształtuje się głównie pod wpływem mas powietrza napływającego znad Atlantyku i Skandynawii, rzadziej znad północno-wschodniej Europy. Jest to klimat o dominujących cechach oceanicznych, umiarkowanie chłodny i wilgotny. Na wysoczyznę mają wpływ dwa regiony klimatyczne Pogórza: zgorzelecki i przedgórski. Obszar charakteryzują podgórskie warunki klimatyczne, znacznie łagodniejsze od panujących w Sudetach, a surowsze od warunków Niziny Śląskiej. Miesiącem najcieplejszym jest lipiec, a najchłodniejszym styczeń. Średnia roczna temperatura powietrza waha się w granicach od 7 °C do 9 °C. Średnie roczne sumy opadów atmosferycznych utrzymują się w granicach 600–800 mm. Największe opady notowane są w lipcu i sierpniu a najmniejsze w lutym, marcu. Lato i zima trwają po około 12 tygodni. Okres wegetacyjny trwa od 190 do 210 dni.